# Kita Roppeita XIV.

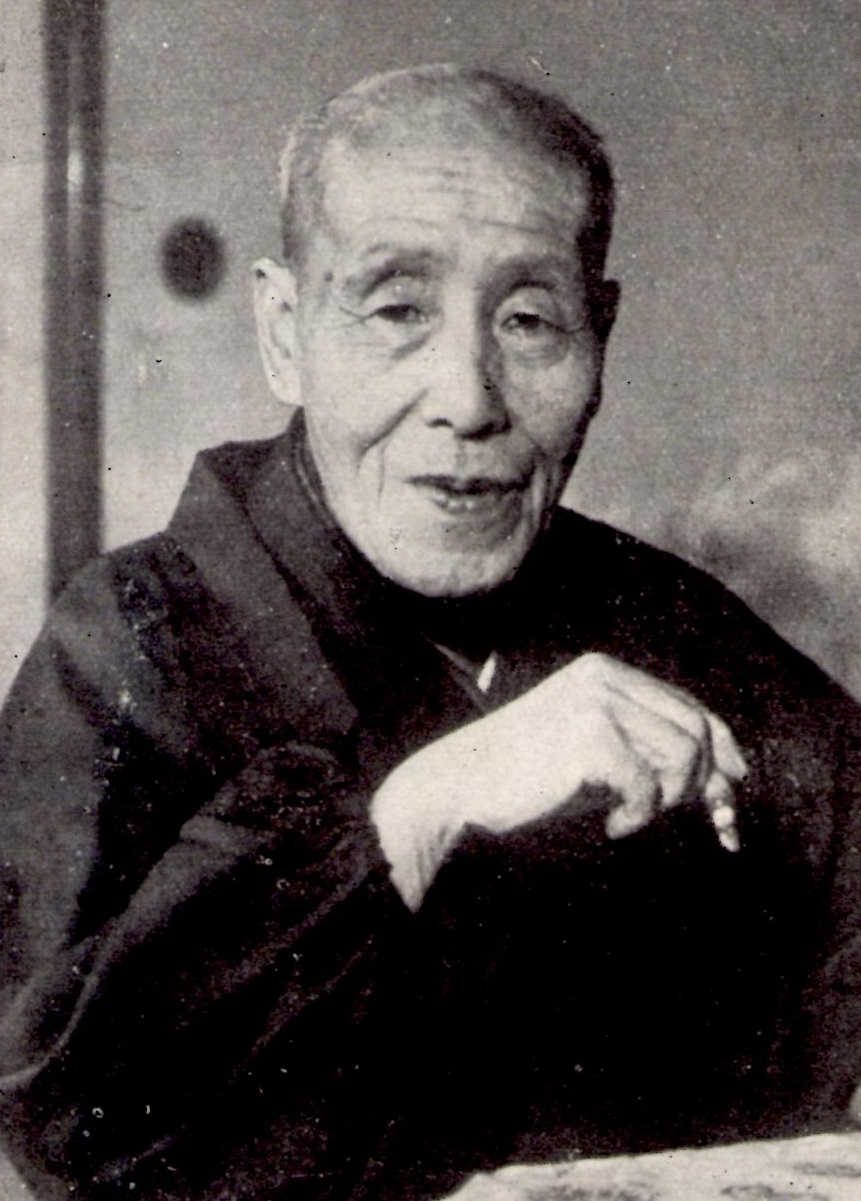
Kita Roppeita XIV.

Kita Roppeita (japanisch 喜多六平太; geboren 7. Juli 1874 in Tokio; gestorben 11. Januar 1971 daselbst) war ein japanischer Nō-Darsteller und das 14. Oberhaupt der Kita-Schule.

## Leben und Werk
Kita Roppeitas Mutter war die Tochter des Nō-Darstellers Kita Roppeita Nōsei XII. (12世喜多六平太 能静; 1814–1869). So wurde er schon als Kind zur Nachfolge in der Kita-Linie bestimmt. Seine stattlicher, origineller und seelenvoller Stil als „Shite“, also als Hauptdarsteller in einem Stück, brachte ihm den Ruf als Großmeister des Nō ein und führte dazu, dass die Kita-Schule ihr altes Ansehen zurückgewann. Er wurde zu einer führenden Figur im Nō Japans und ein einflussreiches Vorbild für die nachfolgende Generation. 
1947 wurde Kita Mitglied der Akademie der Künste. 1953 wurde er als Person mit besonderen kulturellen Verdiensten geehrt und im gleichen Jahr mit dem Kulturorden ausgezeichnet. 1955 folgte die Auszeichnung als Lebender Nationalschatz.
1973 konnte die eigene Nō-Theaterhalle, nun nach ihm benannt, wieder eröffnet werden. Nachfolger als 15. Chef des Hauses wurde der Adoptivsohn Kita Minoru (喜多 実; 1900–1986). Ihm folgt Kita Chōsei (喜多長世; 1924–2016) als 16. Chef.